# Шмеквиц (Реккельвиц)
Шме́квиц или Сме́чкецы (нем. Schmeckwitz; в.-луж. Smječkecy ) — деревня в Верхней Лужице, Германия. Входит в состав коммуны Реккельвиц района Баутцен в земле Саксония. Подчиняется административному округу Дрезден.

## География
Находится в серболужицком холмистом районе Горяны примерно в семи километрах восточнее Каменца и западнее от административного центра коммуны деревни Реккельвиц. На севере деревни находится обширный Луговский лес, простирающийся на север до деревни Рожант коммуны Ральбиц-Розенталь. В восточной части деревни соединяются местные автомобильные дороги К 9230 и К 9236.
В состав деревни входят не имеющие собственного статуса населённого пункта выселки Луга (Зоммерлуга), Янска-Купель (Йоганнисбад) и Марийна-Купель (Бад-Мариенборн).
Соседние населённые пункты: на востоке — деревня Реккельвиц, на юго-востоке — деревня Вудвор и на юго-западе — деревня Ветеньца коммуны Небельшюц.

## История
Впервые упоминается в 1280 году под наименованием Zmetechwicz. Деревня имеет древнеславянскую круговую постройку жилых домов с площадью в центре. В средние века деревня принадлежала женскому монастырю Мариенштерн.
В первую четверть XX века в Марийной-Купели находился реабилитационный санаторий для немецких солдат, в котором с 1922 по 1929 года работала шведская медсестра Эльза Брендстрём.
С 1973 года входит в состав современной коммуны Реккельвиц.
В настоящее время деревня входит в состав культурно-территориальной автономии «Лужицкая поселенческая область», на территории которой действуют законодательные акты земель Саксонии и Бранденбурга, содействующие сохранению лужицких языков и культуры лужичан.
Исторические немецкие наименования
- Zmethechwicz, Zmetechwicz, 1280
- Smecchewicz, 1374
- Smeckewitz, 1419
- Smeckewiz, 1524
- Schmettwitz, 1529
- Schmetzwitz, Schmetitz, 1547
- Schmeckwitz, 1732

## Население
Официальным языком в населённом пункте, помимо немецкого, является также верхнелужицкий язык.
Согласно статистическому сочинению «Dodawki k statisticy a etnografiji łužickich Serbow» Арношта Муки в 1884 году в деревне проживало 209 человек (из них — 203 серболужичанина (97 %)).
Лужицкий демограф Арношт Черник в своём сочинении «Die Entwicklung der sorbischen Bevölkerung» указывает, что в 1956 году при общей численности в 228 человек серболужицкое население деревни составляло 63 % (из них верхнелужицким языком владело 109 взрослых и 36 несовершеннолетних).
| 1834 | 1871 | 1890 | 1910 | 1925 | 1939 | 1946 | 1950 | 1964 | 2005 | 2010 | 2015 | 2018 |
| ---- | ---- | ---- | ---- | ---- | ---- | ---- | ---- | ---- | ---- | ---- | ---- | ---- |
| 154  | 196  | 184  | 171  | 203  | 168  | 304  | 274  | 222  | 305  | 294  | 272  | 269  |